# Lista de governadores do Havaí
O governador do Havaí é o chefe do poder executivo do estado norte-americano do Havaí e comandante das forças armadas do estado. O governador deve fazer cumprir as leis do estado e aprovar ou vetar projetos formulados pela Assembleia Geral do Havaí, convocar esse órgão público e conceder perdões, exceto em casos de traição e impeachment.
Até 1893, o Havaí era uma monarquia; veja lista de monarcas do Havaí. O Reino do Havaí foi derrubado em 1893, como resultado da intervenção dos interesses comerciais estrangeiros e dos militares dos Estados Unidos. A República do Havaí foi fundada por descendentes de europeus, como Sanford B. Dole e Lorrin A. Thurston, que eram súditos nativos do Reino e falantes da língua havaiana, mas tinham fortes laços financeiros, políticos e familiares com os Estados Unidos.
A República do Havaí durou de 1894 a 1898 quando foi anexada pelos Estados Unidos. O Território do Havaí foi organizado em 14 de Junho de 1900, permanecendo como um território por 59 anos, e admitido como um estado em 1959. 
O atual governador é David Ige, que assumiu o cargo em 1 de dezembro de 2014.

## Lista de Governadores

### Governadores do Território do Havaí
| Nº | Governador            | Imagem | Inicio de mandato | Fim de mandato |
| -- | --------------------- | ------ | ----------------- | -------------- |
| 1  | Sanford B. Dole       |        | 1900              | 1903           |
| 2  | George R. Carter      |        | 1903              | 1907           |
| 3  | Walter F. Frear       |        | 1907              | 1913           |
| 4  | Lucius E. Pinkham     |        | 1913              | 1918           |
| 5  | Charles J. McCarthy   |        | 1918              | 1921           |
| 6  | Wallace R. Farrington |        | 1921              | 1929           |
| 7  | Lawrence M. Judd      |        | 1929              | 1934           |
| 8  | Joseph Poindexter     |        | 1934              | 1942           |
| 9  | Ingram Stainback      |        | 1942              | 1951           |
| 10 | Oren E. Long          |        | 1951              | 1953           |
| 11 | Samuel Wilder King    |        | 1953              | 1957           |
| 12 | William F. Quinn      |        | 1957              | 1959           |

### Governadores do Estado do Havaí
| Nº | Governador       | Inicio do mandato     | Fim do mandato        | Partido     |
| -- | ---------------- | --------------------- | --------------------- | ----------- |
| 1. | William F. Quinn | 21 de agosto de 1959  | 3 de dezembro de 1962 | Republicano |
| 2. | John A. Burns    | 3 de dezembro de 1962 | 2 de dezembro de 1974 | Democrata   |
| 3. | George Ariyoshi  | 2 de dezembro de 1974 | 1 de dezembro de 1986 | Democrata   |
| 4. | John Waihee      | 1 de dezembro de 1986 | 5 de dezembro de 1994 | Democrata   |
| 5. | Ben Cayetano     | 5 de dezembro de 1994 | 2 de dezembro de 2002 | Democrata   |
| 6. | Linda Lingle     | 2 de dezembro de 2002 | 6 de dezembro de 2010 | Republicano |
| 7. | Neil Abercrombie | 6 de dezembro de 2010 | 1 de dezembro de 2014 | Democrata   |
| 8. | David Ige        | 1 de dezembro de 2014 | 5 de dezembro de 2022 | Democrata   |
| 9. | Josh Green       | 5 de dezembro de 2022 | Em Exercício          | Democrata   |